# Samvatsara
Samvatsara (संवत्सर) es un término en sánscrito para un "año" en la literatura védica tal como el Rigveda y otros textos antiguos. En la literatura de la era medieval, un samvatsara se refiere al "año joviano", esto es un año basado en la posición relativa del planeta Júpiter, mientras el año solar es llamado varsha. Un año joviano no es igual a un año solar basado en la posición relativa de La Tierra y Sol.
Un Samvatsara esta definido en calendarios híndu como el tiempo que Brihaspati (Júpiter) toma para transitar un signo del zodiaco hindú (ejemplo rashi) al siguiente relativo a su movimiento promedio. El texto antiguo Surya Siddhanta calcula que un samvatsara es de cerca de 361 días, marginalmente, cortos de un año solar. Por eso, una órbita completa de Júpiter a través de todos los doce signos del zodiaco será aproximadamente igual a doce años solares. Cinco de tales órbitas de Júpiter (ejemplo 12 por 5 = 60 samvatsaras) son llamados como un samvatsara chakra. A cada samvatsara entre el ciclo se le ha dado un nombre. Una vez que todos los 60 samvatsaras se acaban, el ciclo comienza otra vez.
Este ciclo de 60 samvatsaras está basado en las posiciones relativas de Júpiter y Saturno en el cielo. Los períodos orbitales de Júpiter y Saturno son aproximadamente 12 y 30 años solares, respectivamente. El menos común múltiplo de estos dos períodos orbitales es ~60 años solares. Cada sesenta años, ambos planetas se posicionarán cerca de las mismas coordenadas siderales donde comenzaron sesenta años antes, así formando un ciclo de sesenta años.

## Samvatsaras omitidos
El texto antiguo Surya Siddhanta calcula que el año joviano es de cerca de 361.026721 días o cerca de 4.232 días más cortos que el año solar basado en La Tierra. Esta diferencia requiere que cerca de una vez cada 85 años solares (~ 86 años jovianos), uno de los llamados samvatsara sea borrado (omitido como un año sombra), para sincronizar los dos calendarios.
El sistema de omisión ha caído en desuso en el Sur de India. "Hay evidencia mostrada que el ciclo de Júpiter estuvo en uso en el Sur de India antes que Saka 828 (905 - 906); pero desde ese año, de acuerdo con Arya Siddhanta, o desde Saka 831 (908 - 909) de acuerdo al Sürya-Siddhanta, el borrado de los samvatsaras fue totalmente descuidado, con el resultado que el ciclo de los 60-años en el sur llego a ser luni-solar desde ese año."

## Lista de los Samvatsaras
Los sesenta Samvatsaras se dividen en 3 grupos de 20: los primeros veinte -de Prabhava a Vyaya- se atribuyen a Brahmā. Los siguientes -de Sarvajit a Parabhava- se atribuyen a Vishnú y los últimos veinte a Shivá.
| Número | Nombre (IAST)  | नाम     | సంవత్సర నామం | ಸಂವತ್ಸರಗಳು  | Ciclo actual | Último ciclo | Penúltimo ciclo |
| ------ | -------------- | ------ | -------- | -------- | ------------ | ------------ | --------------- |
| 1.     | Prabhava       | प्रभव   | ప్రభవ     | ಪ್ರಭವ     | 1987-1988 CE | 1927-1928 CE | 1867-1868 CE    |
| 2.     | Vibhava        | विभव    | విభవ      | ವಿಭವ      | 1988-1989 CE | 1928-1929 CE | 1868-1869 CE    |
| 3.     | Śukla          | शुक्ल    | శుక్ల      | ಶುಕ್ಲ      | 1989-1990 CE | 1929-1930 CE | 1869-1870 CE    |
| 4.     | Pramodadūta    | प्रमोद   | ప్రమోద్యూత   | ಪ್ರಮೋದೂತ    | 1990-1991 CE | 1930-1931 CE | 1870-1871 CE    |
| 5.     | Prajāpati      | प्रजापति  | ప్రజోత్పత్తి  | ಪ್ರಜೋತ್ತತ್ತಿ  | 1991-1992 CE | 1931-1932 CE | 1871-1872 CE    |
| 6.     | Āṅgīrasa       | अंगिरा    | ఆంగీరస     | ಅಂಗಿರಸ     | 1992-1993 CE | 1932-1933 CE | 1872-1873 CE    |
| 7.     | Śrīmukha       | श्रीमुख   | శ్రీముఖ     | ಶ್ರೀಮುಖ     | 1993-1994 CE | 1933-1934 CE | 1873-1874 CE    |
| 8.     | Bhāva          | भाव     | భావ       | ಭವ       | 1994-1995 CE | 1934-1935 CE | 1874-1875 CE    |
| 9.     | Yuva           | युवा     | యువ       | ಯುವ       | 1995-1996 CE | 1935-1936 CE | 1875-1876 CE    |
| 10.    | Dhātṛu         | धाता     | ధాత       | ಧಾತೃ       | 1996-1997 CE | 1936-1937 CE | 1876-1877 CE    |
| 11.    | Īśvara         | ईश्वर   | ఈశ్వర     | ಈಶ್ವರ     | 1997-1998 CE | 1937-1938 CE | 1877-1878 CE    |
| 12.    | Bahudhānya     | बहुधान्य  | బహుధాన్య    | ಬಹುಧಾನ್ಯ    | 1998-1999 CE | 1938-1939 CE | 1878-1879 CE    |
| 13.    | Pramāthi       | प्रमाथी   | ప్రమాధి     | ಪ್ರಮಾಥಿ     | 1999-2000 CE | 1939-1940 CE | 1879-1880 CE    |
| 14.    | Vikrama        | विक्रम   | విక్రమ     | ವಿಕ್ರಮ     | 2000-2001 CE | 1940-1941 CE | 1880-1881 CE    |
| 15.    | Vṛushaprajā    | वृषप्रजा  | వృష       | ವೃಷ       | 2001-2002 CE | 1941-1942 CE | 1881-1882 CE    |
| 16.    | Chitrabhānu    | चित्रभानु  | చిత్రభాను    | ಚಿತ್ರಭಾನು    | 2002-2003 CE | 1942-1943 CE | 1882-1883 CE    |
| 17.    | Subhānu        | सुभानु    | స్వభాను     | ಸ್ವಭಾನು     | 2003-2004 CE | 1943-1944 CE | 1883-1884 CE    |
| 18.    | Tāraṇa         | तारण    | తారణ      | ತಾರಣ      | 2004-2005 CE | 1944-1945 CE | 1884-1885 CE    |
| 19.    | Pārthiva       | पार्थिव   | పార్థివ     | ಪಾರ್ಥಿವ     | 2005-2006 CE | 1945-1946 CE | 1885-1886 CE    |
| 20.    | Vyaya          | अव्यय   | వ్యయ      | ವ್ಯಯ      | 2006-2007 CE | 1946-1947 CE | 1886-1887 CE    |
| 21.    | Sarvajit       | सर्वजीत  | సర్వజిత    | ಸರ್ವಜಿತ್    | 2007-2008 CE | 1947-1948 CE | 1887-1888 CE    |
| 22.    | Sarvadhārin    | सर्वधारी  | సర్వధారి    | ಸರ್ವಧಾರಿ    | 2008-2009 CE | 1948-1949 CE | 1888-1889 CE    |
| 23.    | Virodhin       | विरोधी    | విరోధి      | ವಿರೋಧಿ      | 2009-2010 CE | 1949-1950 CE | 1889-1890 CE    |
| 24.    | Vikṛti         | विकृति    | వికృతి      | ವಿಕೃತಿ      | 2010-2011 CE | 1950-1951 CE | 1890-1891 CE    |
| 25.    | Khara          | खर     | ఖర       | ಖರ       | 2011-2012 CE | 1951-1952 CE | 1891-1892 CE    |
| 26.    | Nandana        | नंदन    | నందన      | ನಂದನ      | 2012-2013 CE | 1952-1953 CE | 1892-1893 CE    |
| 27.    | Vijaya         | विजय    | విజయ      | ವಿಜಯ      | 2013-2014 CE | 1953-1954 CE | 1893-1894 CE    |
| 28.    | Jaya           | जय     | జయ       | ಜಯ       | 2014-2015 CE | 1954-1955 CE | 1894-1895 CE    |
| 29.    | Manmatha       | मन्मथ   | మన్మధ     | ಮನ್ಮಥ     | 2015-2016 CE | 1955-1956 CE | 1895-1896 CE    |
| 30.    | Durmukha       | दुर्मुख   | దుర్ముఖ     | ದುರ್ಮುಖ     | 2016-2017 CE | 1956-1957 CE | 1896-1897 CE    |
| 31.    | Hevilambi      | हेविलंबि   | హేవిళంబి     | ಹೇವಿಳಂಬಿ     | 2017-2018 CE | 1957-1958 CE | 1897-1898 CE    |
| 32.    | Vilambi        | विलंबी    | విళంబి      | ವಿಳಂಬಿ      | 2018-2019 CE | 1958-1959 CE | 1898-1899 CE    |
| 33.    | Vikāri         | विकारी    | వికారి      | ವಿಕಾರಿ      | 2019-2020 CE | 1959-1960 CE | 1899-1900 CE    |
| 34.    | Śārvarin       | शार्वरी   | శార్వరి     | ಶಾರ್ವರೀ     | 2020-2021 CE | 1960-1961 CE | 1900-1901 CE    |
| 35.    | Plava          | प्लव    | ప్లవ      | ಪ್ಲವ      | 2021-2022 CE | 1961-1962 CE | 1901-1902 CE    |
| 36.    | Śubhakṛta      | शुभकृत   | శుభకృత     | ಶುಭಕೃತು     | 2022-2023 CE | 1962-1963 CE | 1902-1903 CE    |
| 37.    | Śobhana        | शोभकृत   | శోభకృత     | ಶೋಭನ      | 2023-2024 CE | 1963-1964 CE | 1903-1904 CE    |
| 38.    | Krodhin        | क्रोधी    | క్రోధి      | ಕ್ರೋಧಿನ್     | 2024-2025 CE | 1964-1965 CE | 1904-1905 CE    |
| 39.    | Viśvāvasu      | विश्वावसु  | విశ్వావసు    | ವಿಶ್ವಾವಸು    | 2025-2026 CE | 1965-1966 CE | 1905-1906 CE    |
| 40.    | Parābhava      | पराभव   | పరాభవ     | ಪರಾಭವ     | 2026-2027 CE | 1966-1967 CE | 1906-1907 CE    |
| 41.    | Plavaṅga       | प्ल्वंग   | ప్లవంగ     | ಪ್ಲವಂಗ     | 2027-2028 CE | 1967-1968 CE | 1907-1908 CE    |
| 42.    | Kīlaka         | कीलक    | కీలక      | ಕೀಲಕ      | 2028-2029 CE | 1968-1969 CE | 1908-1909 CE    |
| 43.    | Saumya         | सौम्य    | సౌమ్య      | ಸೌಮ್ಯ      | 2029-2030 CE | 1969-1970 CE | 1909-1910 CE    |
| 44.    | Sādhāraṇa      | साधारण   | సాధారణ     | ಸಾಧಾರಣ     | 2030-2031 CE | 1970-1971 CE | 1910-1911 CE    |
| 45.    | Virodhakṛta    | विरोधकृत  | విరోధికృత    | ವಿರೋಧಿಕೃತ್    | 2031-2032 CE | 1971-1972 CE | 1911-1912 CE    |
| 46.    | Paridhāvin     | परिधावी   | పరిధావి     | ಪರಿಧಾವಿ     | 2032-2033 CE | 1972-1973 CE | 1912-1913 CE    |
| 47.    | Pramādin       | प्रमादी   | ప్రమాదీచ    | ಪ್ರಮಾದಿ     | 2033-2034 CE | 1973-1974 CE | 1913-1914 CE    |
| 48.    | Ānanda         | आनंद    | ఆనంద      | ಆನಂದ      | 2034-2035 CE | 1974-1975 CE | 1914-1915 CE    |
| 49.    | Rākṣasa        | राक्षस   | రాక్షస     | ರಾಕ್ಷಸ     | 2035-2036 CE | 1975-1976 CE | 1915-1916 CE    |
| 50.    | Nala/Anala     | आनल    | నల       | ನಲ (ಅನಲ) | 2036-2037 CE | 1976-1977 CE | 1916-1917 CE    |
| 51.    | Piṅgala        | पिंगल    | పింగళ      | ಪಿಂಗಲ      | 2037-2038 CE | 1977-1978 CE | 1917-1918 CE    |
| 52.    | Kālayukta      | कालयुक्त  | కాళయుక్తి    | ಕಾಲಯುಕ್ತ    | 2038-2039 CE | 1978-1979 CE | 1918-1919 CE    |
| 53.    | Siddhārthin    | सिद्धार्थी  | సిద్ధార్థ    | ಸಿದ್ಧಾರ್ಥೀ    | 2039-2040 CE | 1979-1980 CE | 1919-1920 CE    |
| 54.    | Raudra         | रौद्र    | రౌద్రి      | ರೌದ್ರ      | 2040-2041 CE | 1980-1981 CE | 1920-1921 CE    |
| 55.    | Durmati        | दुर्मति   | దుర్మతి     | ದುರ್ಮತೀ     | 2041-2042 CE | 1981-1982 CE | 1921-1922 CE    |
| 56.    | Dundubhi       | दुन्दुभी   | దుందుభి      | ದುಂದುಭೀ      | 2042-2043 CE | 1982-1983 CE | 1922-1923 CE    |
| 57.    | Rudhirodgārin  | रूधिरोद्गारी | రుధిరోద్గారి   | ರುಧಿರೋದ್ಗಾರೀ   | 2043-2044 CE | 1983-1984 CE | 1923-1924 CE    |
| 58.    | Raktākṣin      | रक्ताक्षी  | రక్తాక్షి    | ರಕ್ತಾಕ್ಷೀ    | 2044-2045 CE | 1984-1985 CE | 1924-1925 CE    |
| 59.    | Krodhana/Manyu | क्रोधन   | క్రోధన     | ಕ್ರೋಧನ     | 2045-2046 CE | 1985-1986 CE | 1925-1926 CE    |
| 60.    | Akshaya        | आक्षय   | అక్షయ     | ಕ್ಷಯ      | 2046-2047 CE | 1986-1987 CE | 1926-1927 CE    |